# Пери, Ласло

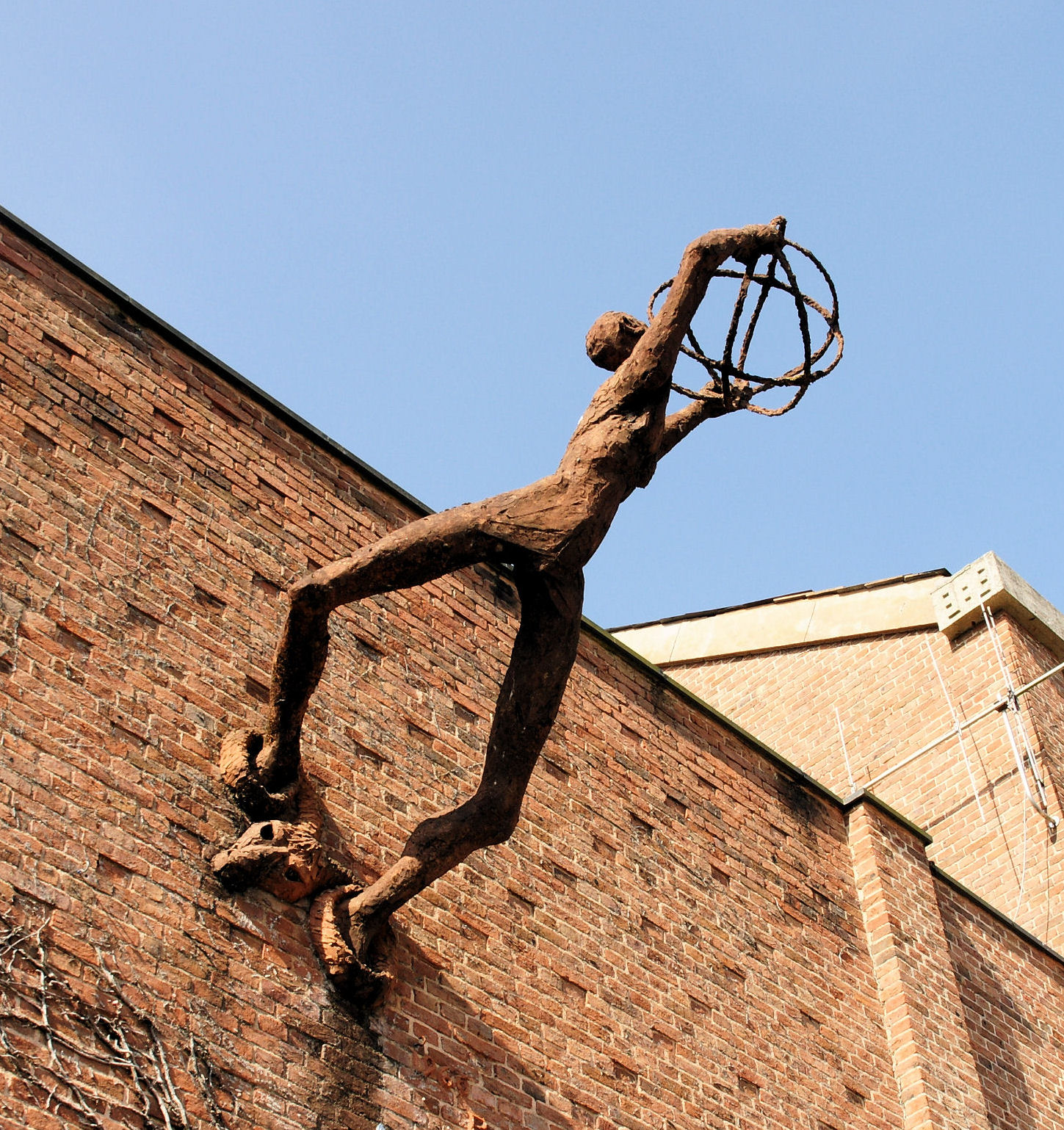
Ласло Пери Человек Мира (1959), университет Эксетера

Петер Ласло Пери, настоящее имя Ладислас Вайс (Ladislas Weisz) (венг. Péri László, род. 13 июня 1889 г. Будапешт — ум. 19 января 1967 г. Лондон) — венгерский график и скульптор-конструктивист еврейского происхождения.

## Жизнь и творчество
Л. Вайс первоначально получил образование профессионального каменщика и строителя. В 1918 году он начинает изучать скульптуру в Будапеште. В обстановке националистического подъёма в Венгерском королевстве после окончания Первой мировой войны и падения Венгерской советской республики он меняет своё имя на «мадьяризированное». Спасаясь от белого террора, царящего после разгрома Советской Венгрии, художник в 1920 году эмигрирует в Париж, и оттуда — с рекомендациями Лайоша Кашшака — в Берлин. В 1922—1924 Херват Уолден выставляет конструктивистские работы из бетона и дерева Л.Пери, совместно с подобными произведениями Ласло Мохой-Надь в галерее «Штурм»; его творчество освещается в 1921—1927 годы в художественном журнале «Der Sturm». В Германии скульптор вступает в Коммунистическую партию Германии. В 1924—1928 годы он работает архитектором в берлинском городском строительном управлении. Во второй половине 1920-х годов в своём творчестве Л.Пери постепенно переходит к реалистическо-фигуративному искусству. В 1928 году он становится членом Ассоциации революционных художников.
После прихода в Германии к власти национал-социалистов Л.Пери эмигрирует в Великобританию. В 1933 году он принимает участие в создании «Международной ассоциации художников» (Artists' International Association (AIA). Активно участвовал в левом движении в Великобритании, поддерживал борьбу республиканцев в Испании против фашизма в 1936—1939. В 1939 году принял британское гражданство. В Англии выполнил ряд заказов по дизайну в помещениях государственных служб и организаций (например, художественной галереи и музея Герберт в Ковентри в 1960 году).
Работы венгерского скульптора можно увидеть в крупнейших музеях мира — в Британском музее, лондонском музее Виктории и Альберта, в чикагском Музее современного искусства, парижском Центре Помпиду и др.
Роман британского автора Джона Бёджера «Художник нашего времени» (A Painter of Our Time, 1958) был создан по фактам жизни Л.Пери.
Пери принял квакерскую веру. Для квакерского Вудбрукского учебного центара (в г. Бирмингем, Великобритания) он создал небольшую бронзовую композицию «Квакерское собрание».

## Выставки (избранное)
- Peter Peri, country 10. Basel : Schwabe, 2006
- László Moholy-Nagy, László Peri. Bremen : Graph. Kabinett Kunsthandel Wolfgang Werner, 1987
- Laszlo Peri, 1899—1967: Arbeiten in Beton : Reliefs, Skulpturen, Graphik. Ausstellung. Neue Gesellschaft für Bildende Kunst Berlin, Skulpturenmuseum Marl, 1982
- Bloomsbury Galleries London 1933
- Ernst Múzeum Budapest. 1931
- Peri / Hilbersheimer / Nell Walden. 1924. Der Sturm, Berlin
- Moholy-Nagy / Peri. 1923. Der Sturm, Berlin
- Moholy-Nagy / Peri. 1922. Der Sturm, Berlin